# Wodna przyranna zgnilizna bulw ziemniaka

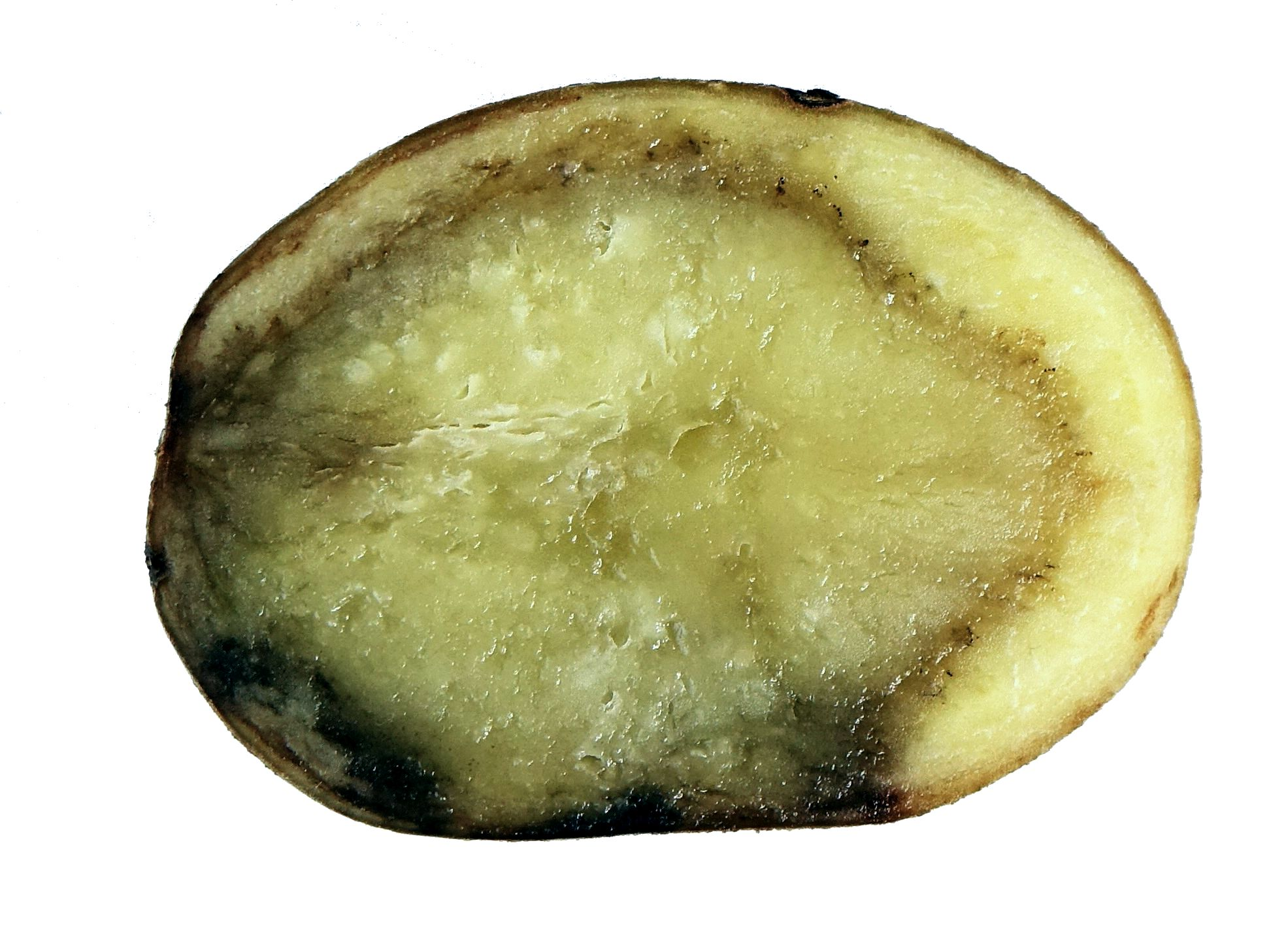

Wodna przyranna zgnilizna bulw ziemniaka (ang. watery wound rot of potato) lub wodna zgnilizna przyranowa – choroba ziemniaka wywołana przez grzybopodobne gatunki z rodzajów Globisporangium i Pythium.

## Sprawcy choroby i jej objawy
Jest to choroba z grupy mokrych zgnilizn występująca tylko na bulwach ziemniaka. Należy do grupy tzw. chorób przechowalniczych, rozwija się bowiem dopiero w przechowalni ziemniaków. Wywołują ją głównie Globisporangium ultimum, Globisporangium splendens i Pythium aphanidermatum. Często bywa błędnie rozpoznawana jako mokra zgnilizna bulw ziemniaka wywołana przez bakterie. Odróżnić ją można po tym, że ziemniaki porażone mokrą zgnilizną bakteryjną cuchną, a wypływająca z nich ciecz jest śluzowata.
Wywołujące tę chorobę patogeny wnikają do bulwy głównie przez niedojrzałą skórkę i przez wszelkiego rodzaju jej uszkodzenia, nawet drobne, takie jak odgniecenia, obicia i otarcia. W miejscu ich wniknięcia na powierzchni skórki powstaje szarosina, podsiąknięta wodą plama i od tego pochodzi nazwa choroby. Na przekrojonym ziemniaku porażony miąższ jest od zdrowego wyraźnie odgraniczony ciemną linią, a w jego wnętrzu z czasem tworzą się puste komory. Pod wpływem powietrza porażony miąższ zmienia barwę na szarą, brunatną, a nawet czarną, czasami z różowym odcieniem. W końcowym etapie rozwoju choroby cała bulwa ziemniaka zamienia się w zbiornik cieczy otoczony skórką; pod naciskiem ciecz ta wypływa i pozostaje tylko pergaminowa skórka. Przy sprzyjającej patogenom podwyższonej temperaturze bulwy mogą zgnić w ciągu kilku dni. Ponadto bulwy porażone mokrą przyranną zgnilizną są bardzo podatne na inne choroby (mokra zgnilizna bulw ziemniaka, zaraza ziemniaka, sucha zgnilizna bulw ziemniaka). Wtórne infekcje przyspieszają ich gnicie i utrudniają rozpoznanie choroby.

## Epidemiologia
Sprawcy choroby zimują w glebie w postaci oospor będących przetrwalnikami. Ich wyeliminowanie za pomocą płodozmianu jest bardzo trudne, gdyż mogą przetrwać w glebie nawet 10 lat i to nie tylko na bulwach ziemniaków, ale także na innych roślinach uprawnych i chwastach.
Chorobie sprzyjają długie okresy suszy przerywane opadami deszczu, oraz zbyt wczesny zbiór ziemniaków, gdy ich skórka nie jest jeszcze w pełni dojrzała i może być sforsowana przez patogeny. Patogeny wnikają także do bulw w pełni dojrzałych, u których podczas zbiorów następuje uszkodzenie skórki. Optymalna dla rozwoju patogenów temperatura powietrza wynosi 20–30 °C, a poziom wilgotności
względnej powietrza powyżej 95%. Przy takich warunkach choroba rozwija się w ciągu 36 godz. W większym stopniu na infekcję narażone są krojone sadzeniaki.

## Metody ograniczenia choroby
- Używanie do sadzenia tylko zdrowych, kwalifikowanych bulw;
- sadzenie tylko całych bulw. Bulwy krojone są w dużo większym stopniu narażone na infekcje. Gdy konieczne jest stosowanie do sadzenia bulw krojonych, należy je pokroić na kilka dni przed sadzeniem, aby na powierzchni cięcia mogła wytworzyć się korkowa warstwa utrudniająca patogenom wniknięcie do miąższu. Krojonych bulw nie należy sadzić na glebach ciężkich i podmokłych;
- wykopki należy wykonywać po dojrzeniu skórki i w temperaturze powyżej 10 °C. Dojrzałość skórki rozpoznaje się ręcznie – pod naciskiem kciuka skórka dojrzałej bulwy nie schodzi;
- unikanie uszkadzania bulw podczas zbioru i transportu;
- przed złożeniem w przechowalni bulwy powinny być podsuszone w temperaturze 18-20 °C przez 7–14 dni. W tym czasie następuje odbudowanie się uszkodzonego naskórka i korkowacenie uszkodzeń skórki. Przed złożeniem w przechowalni silniej należy oddzielić bulwy silniej skaleczone oraz te już porażone;
- przechowywanie bulw w odpowiedniej temperaturze i wilgotności. W temperaturze powyżej 10 °C bulwy mogą być wtórnie infekowane przez bakterie. Powoduje to powstawanie zgnilizn mieszanych znacznie przyspieszające gnicie bulw[4].
- monitorowanie stanu bulw przez cały okres przechowywania i usuwanie bulw porażonych przed ich sprzedażą[3].